# Sala das lágrimas
A Sala das Lágrimas (em italiano:  Stanza delle Lacrime), também chamada de Sala do Choro (em italiano:  Stanza del Pianto), é uma pequena antecâmara dentro da Capela Sistina na Cidade do Vaticano, onde um papa recém-eleito veste sua batina papal pela primeira vez.

## Capela Sistina
A Sala das Lágrimas recebe seu nome como uma referência às lágrimas que foram derramadas por papas recém-eleitos dentro dela. De acordo com o padre Christopher Whitehead, o nome da sala pode ser explicado "porque o pobre homem obviamente desmorona ao ser eleito". É alternativamente referida como a Sala do Choro.
A sala está localizada na Cidade do Vaticano, à esquerda do altar da Capela Sistina, e contém três tamanhos diferentes de trajes papais (grande, médio e pequeno), para o novo pontífice escolher e vestir inicialmente. Essas vestimentas são costumeiramente costuradas por alfaiates de Gammarelli, o alfaiate papal oficial. Ela também contém sete caixas de sapatos brancas empilhadas, que supostamente contêm vários tamanhos de sapatos papais. Além disso, a sala contém alvas, casulas e capas usadas por vários papas ao longo dos anos, incluindo a capa do Papa Pio VI e a estola do Papa Pio VII.

## História
Diz-se que o Papa Leão XIII chorou após sua eleição em 1878. Depois que o conclave papal de 1958 elegeu o Papa João XXIII, ele se olhou no espelho, vestindo a batina papal. Devido à sua grande estrutura, não se encaixava adequadamente no pontífice, levando-o a comentar brincando que "Este homem será um desastre na televisão!". Após o conclave papal de 2005, o papa Bento XVI teria entrado na sala parecendo chateado, mas emergiu de bom humor.

## Em outras mídias
- A sala faz uma aparição no filme de 1968 As Sandálias do Pescador.
- A sala faz uma aparição no filme de 2019 Dois Papas, retratando um momento fictício em que o Papa Bento XVI e o Papa Francisco compartilham uma pizza e bebem Fanta.[7]
- A sala é mencionada na 1.ª temporada de American Horror Story como sendo uma sala onde algum tipo de segredo relacionado ao anticristo é revelado ao Papa.
- A sala faz uma aparição no filme Conclave de 2024.[8]